# Llano Grande (norra Tejupilco)
Llano Grande, tidigare Llano Grande de San Lucas, är en ort i kommunen Tejupilco i delstaten Mexiko i Mexiko. Samhället hade 551 invånare vid folkräkningen 2020.